# Theodor Schöffler
Theodor Schöffler (* 15. Januar 1877 in Leipzig; † 19. März 1903 ebenda) war ein deutscher Fußballpionier und treibende Kraft in den Anfangsjahren des Leipziger Fußballs. Er initiierte 1896 die Gründung des VfB Leipzig, der sieben Jahre später erster deutscher Fußballmeister werden sollte. Außerdem war er im Jahr 1900 einer der Initiatoren für die Gründung des Deutschen Fußball-Bunds und im gleichen Jahr maßgeblich an der Gründung des Verbands Mitteldeutscher Ballspiel-Vereine (VMBV) in Leipzig beteiligt. Er agierte im Fußball wie damals üblich als Spieler, Trainer und Funktionär und gewann zudem 1897 den ersten Marathonlauf auf deutschem Boden.

## Leben und Schaffen
Schöffler wuchs in Leipzig auf und begann 1895 an der Universität Leipzig ein Studium der Rechtswissenschaften. Er gehörte einer Fußballriege im Allgemeinen Turnverein zu Leipzig (ATV Leipzig) an, deren Treiben im turnerdominierten Gesamtverein jedoch argwöhnisch betrachtet wurde.
Folglich leitete Schöffler die Gründung eines eigenen Fußballvereins ein: „Bodens Deutsche Trinkstube“ war am 13. Mai 1896 der Ort der Gründungsversammlung des neuen VfB Leipzig; keines der Gründungsmitglieder war älter als 20 Jahre. Schöffler wurde erster Vorsitzender und reichte zwei Tage später bei der zuständigen Polizeibehörde die Vereinssatzung ein. Neben seiner Tätigkeit als Vorsitzender, die er zunächst bis 1897 und erneut von 1900 bis 1903 wahrnahm, agierte er als Spieler und Trainer der Fußballmannschaft des Vereins, der nach ihm für lange Zeit umgangssprachlich als „Schöffler-Club“ bekannt war.
Am 5. September 1897 gewann Schöffler in 3:35:31 Stunden ein vom Leipziger Sport Club Sportbrüder veranstaltetes „Distanzlaufen über 40 km“. Dabei handelt es sich um die damals gültige Distanz eines Marathonlaufs, der ein Jahr zuvor als Disziplin für die Olympischen Sommerspiele 1896 geschaffen worden war. Auf der Strecke von Paunsdorf nach Bennewitz und zurück waren 18 Läufer an den Start gegangen, 13 erreichten das Ziel. Der Lauf gilt als erster Marathonlauf in Deutschland und als früher Vorläufer des Leipzig-Marathons. Schöffler war auch um die Entwicklung der Leichtathletik als eigenständige Sportart im VfB Leipzig bemüht.
Von 1896 bis 1898 leitete Schöffler den Spielausschuss des Verbands Leipziger Ballspiel-Vereine (VLBV), des im Juli 1896 durch seinen Verein mitbegründeten Fußballverbands für Leipzig und Umland. Nachdem bei der Gründungsversammlung am 28. Januar 1900 im Leipziger Lokal Zum Mariengarten der Deutsche Fußball-Bund (DFB) – Schöffler hatte diesen Zusammenschluss mit angeregt – geschaffen worden war, wollten Schöffler, Johannes Kirmse und einige Akteure anderer Leipziger Vereine einen Verband aller mitteldeutschen Vereine gründen. So entstand am 26. Dezember 1900 ebenfalls im Restaurant Zum Mariengarten der Verband Mitteldeutscher Ballspiel-Vereine.
Schöffler, der als Trainer enormen Ehrgeiz besaß und großen Wert auf Kondition und Spielvermögen legte, schuf die Grundlage dafür, dass sich der VfB Leipzig zum führenden Verein Mitteldeutschlands in der Zeit von der Jahrhundertwende bis zum Ersten Weltkrieg entwickeln konnte. Noch zu Lebzeiten Schöfflers errang der VfB u. a. mit den Spielern Edgar Blüher, Adalbert Friedrich und Heinrich Riso 1903 erstmals die Gaumeisterschaft von Leipzig/Nordwestsachsen. Da er einige Wochen zuvor im Alter von 26 Jahren unerwartet verstorben war, konnte Schöffler jedoch den Gewinn der mitteldeutschen Meisterschaft durch einen 4:0-Endspielsieg gegen den Dresdner SC am 3. Mai 1903 bereits nicht mehr miterleben – ebenso wenig wie den ersten großen Titel des Vereins nur weitere vier Wochen später: den Gewinn der ersten deutschen Fußballmeisterschaft am 31. Mai 1903.

## Ehrungen
Im Jahr 2010 erhielt eine Straße im Leipziger Stadtteil Engelsdorf nach Theodor Schöffler den Namen Schöfflerweg.